# Louis Labeyrie
Louis Labeyrie (Gonesse, 11 febbraio 1992) è un cestista francese.

## Carriera

### Europa
Ha giocato in Pro A con lo Hyères-Toulon Var Basket nel 2011-12, collezionando 30 presenze. Dal 2012 milita sempre in massima serie nel Paris-Levallois Basket.

### NBA
Il 26 giugno 2014 viene selezionato come 57ª scelta assoluta nel Draft NBA dagli Indiana Pacers. Successivamente è stato girato ai New York Knicks.

### Nazionale
Con la Francia under 20 ha vinto la medaglia d'argento ai FIBA EuroBasket Under-20 2012.

## Palmarès

### Squadra
- Coppa di Francia: 2

Paris-Levallois: 2012-2013
Strasburgo: 2017-2018
- Match des Champions: 1

Paris-Levallois: 2013
- Eurocup: 1

Valencia: 2018-2019
- VTB United League: 1

UNICS Kazan': 2022-2023

### Individuale
- Basketball Champions League Star Lineup: 1

Strasburgo: 2017-2018